# Brandon (Saône-et-Loire)
Pour les articles homonymes, voir Brandon.
Brandon est une ancienne commune française située dans le département de Saône-et-Loire, en région Bourgogne-Franche-Comté. Depuis le 1er janvier 2019, elle est commune déléguée de Navour-sur-Grosne.

## Histoire
Le 1er janvier 2019, Brandon intègre avec Clermain et Montagny-sur-Grosne la commune nouvelle de Navour-sur-Grosne dont la création est actée par un arrêté préfectoral du 13 novembre 2018.

## Politique et administration

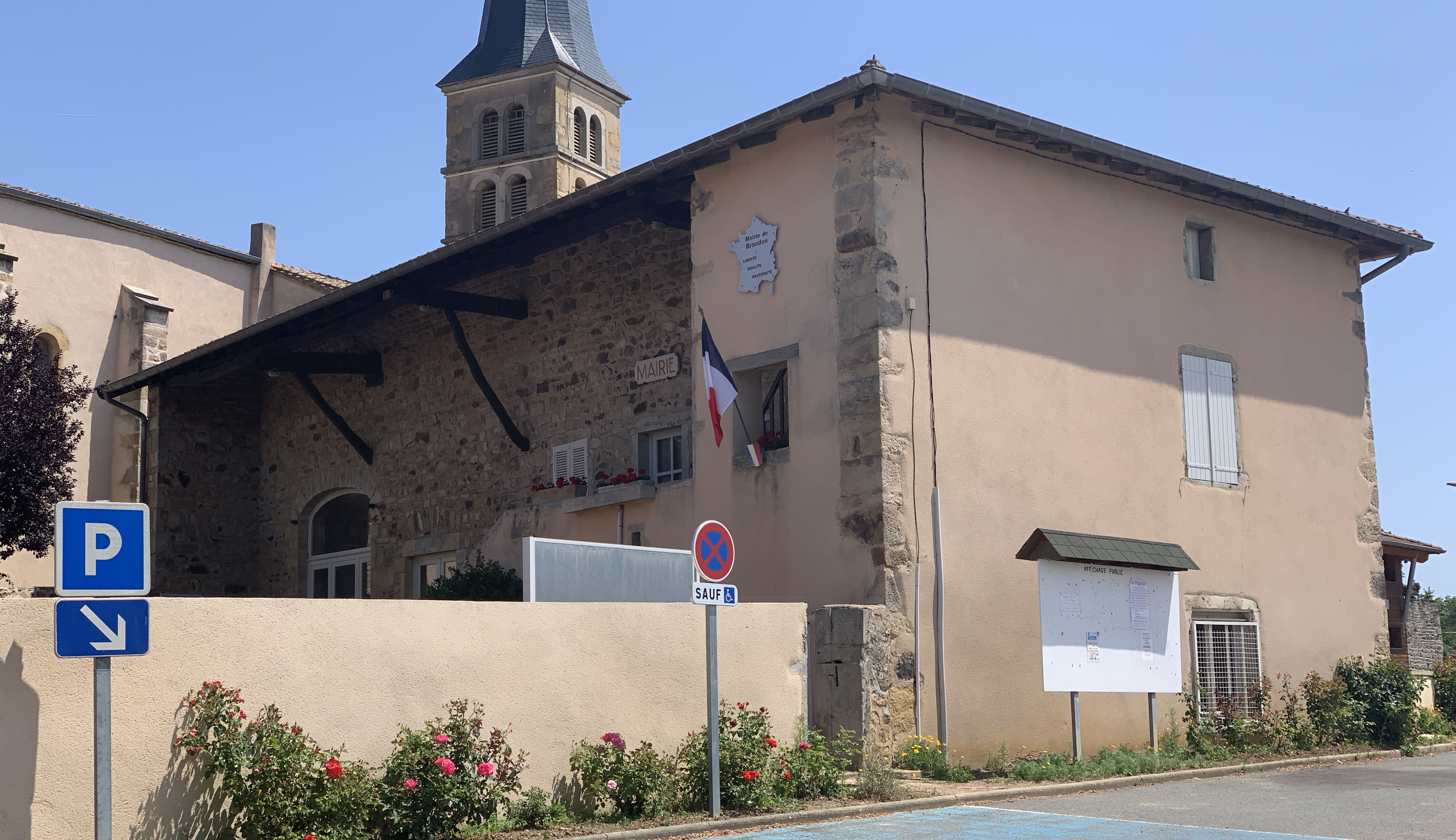
Mairie.

| Période   | Période   | Identité         | Étiquette | Qualité     |
| --------- | --------- | ---------------- | --------- | ----------- |
| mars 1989 | mars 2008 | Michel Desroches |           | Agriculteur |
| mars 2008 | mars 2014 | Robert Large     |           |             |
| mars 2014 | juin 2020 | Fabienne Prunot  |           |             |
| juin 2020 | en cours  | Jean Piébourg    |           |             |

## Démographie
Entre 2006 et 2010 (derniers recensements connus), la population de la commune a augmenté de 4,5 %.
L'évolution du nombre d'habitants est connue à travers les recensements de la population effectués dans la commune depuis 1793. Pour les communes de moins de 10 000 habitants, une enquête de recensement portant sur toute la population est réalisée tous les cinq ans, les populations de référence des années intermédiaires étant quant à elles estimées par interpolation ou extrapolation. Pour la commune, le premier recensement exhaustif entrant dans le cadre du nouveau dispositif a été réalisé en 2008.

En 2016, la commune comptait 298 habitants, en évolution de −1,65 % par rapport à 2010 (Saône-et-Loire : −1,06 %, France hors Mayotte : +2,11 %).
| 1793 | 1800 | 1806 | 1821 | 1831 | 1836 | 1841 | 1846 | 1851 |
| ---- | ---- | ---- | ---- | ---- | ---- | ---- | ---- | ---- |
| 705  | 905  | 757  | 828  | 829  | 773  | 829  | 871  | 945  |

| 1856 | 1861 | 1866 | 1872 | 1876 | 1881 | 1886 | 1891 | 1896 |
| ---- | ---- | ---- | ---- | ---- | ---- | ---- | ---- | ---- |
| 900  | 825  | 805  | 772  | 763  | 686  | 670  | 665  | 615  |

| 1901 | 1906 | 1911 | 1921 | 1926 | 1931 | 1936 | 1946 | 1954 |
| ---- | ---- | ---- | ---- | ---- | ---- | ---- | ---- | ---- |
| 602  | 588  | 522  | 460  | 435  | 420  | 423  | 423  | 351  |

| 1962 | 1968 | 1975 | 1982 | 1990 | 1999 | 2006 | 2008 | 2013 |
| ---- | ---- | ---- | ---- | ---- | ---- | ---- | ---- | ---- |
| 334  | 308  | 273  | 236  | 218  | 245  | 281  | 290  | 287  |

| 2016 | - | - | - | - | - | - | - | - |
| ---- | - | - | - | - | - | - | - | - |
| 298  | - | - | - | - | - | - | - | - |

## Lieux et monuments
À Brandon
- Le château d'Esmyards.
- L'église Saint-Pancrace, du XIXe siècle, placée sous le vocable de saint Pancrace, qui présente une nef principale flanquée de deux collatéraux (qui, toutefois, ne suivent pas toute la longueur de la nef principale) ; le chœur se termine par une abside en cul-de-four. L’église, orientée ouest-est, dispose d'un clocher renfermant deux cloches qui furent bénites en 1844 par l'abbé Lagay, curé de Matour : l'une pesant 510 kg et sonnant en sol, l'autre pesant 370 kg et sonnant elle aussi en sol[9].

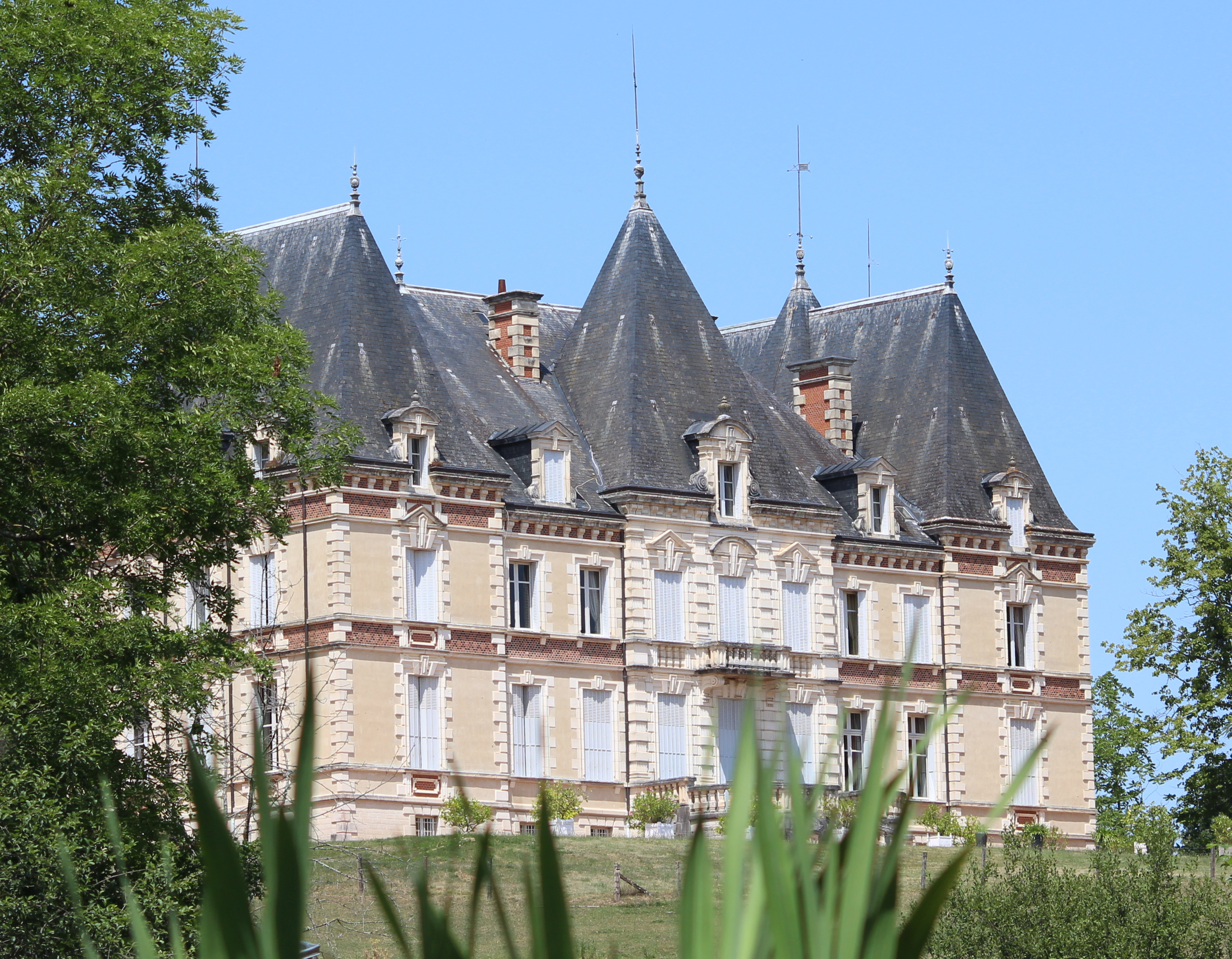
Château d'Esmyards.
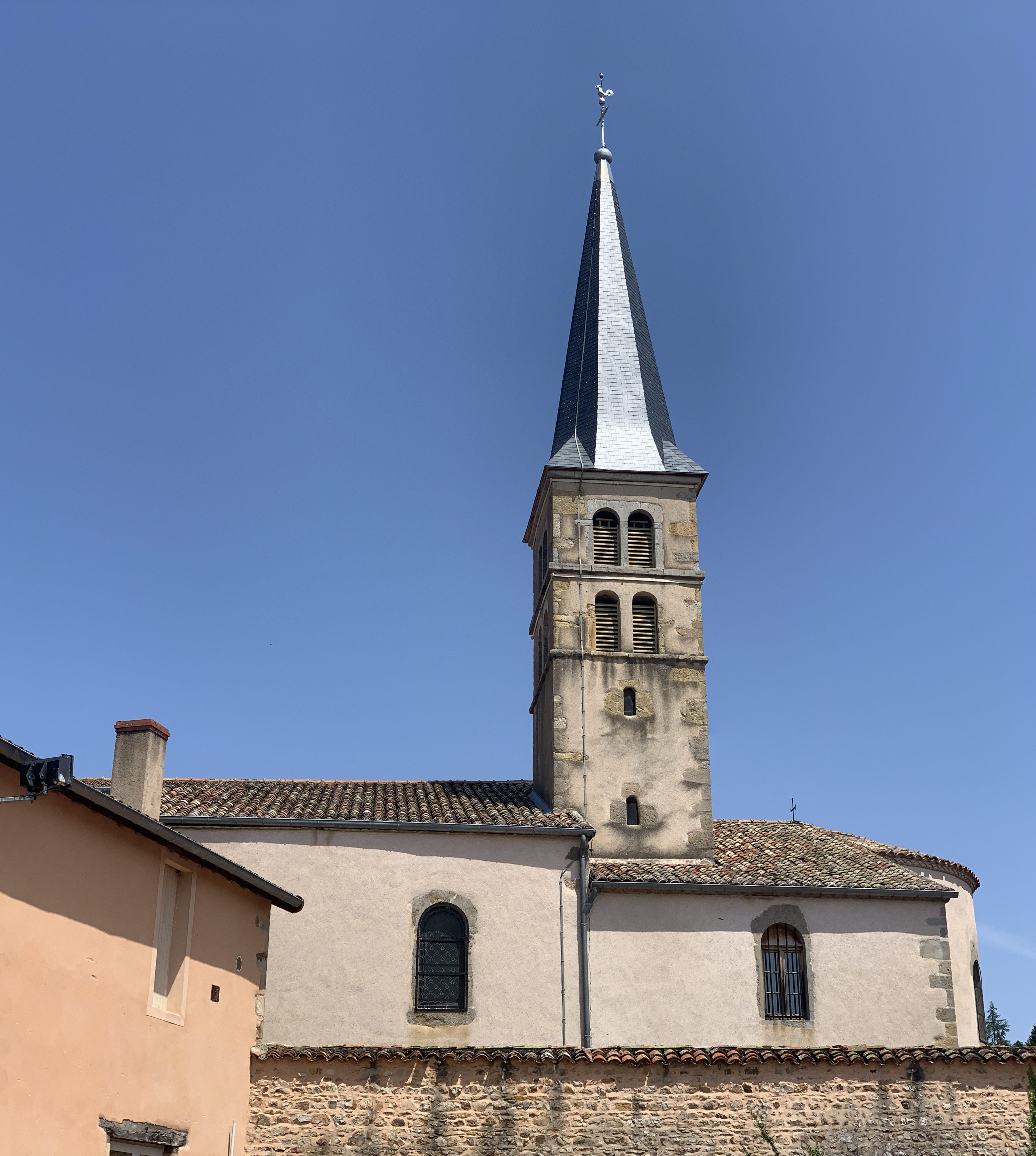
Le clocher de l'église Saint-Pancrace.
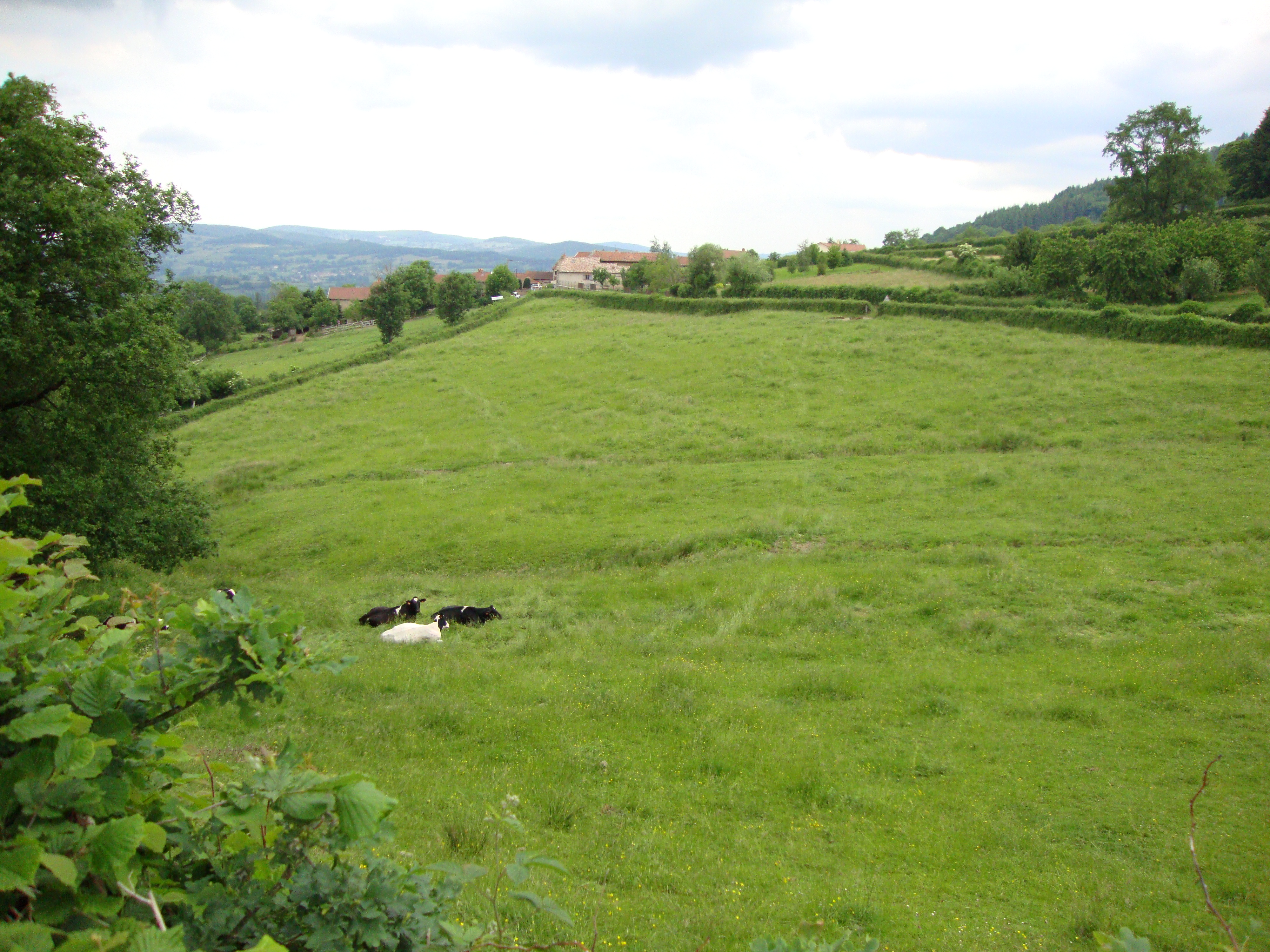
Paysage à Brandon avec vue sur le lieu-dit les Cours.
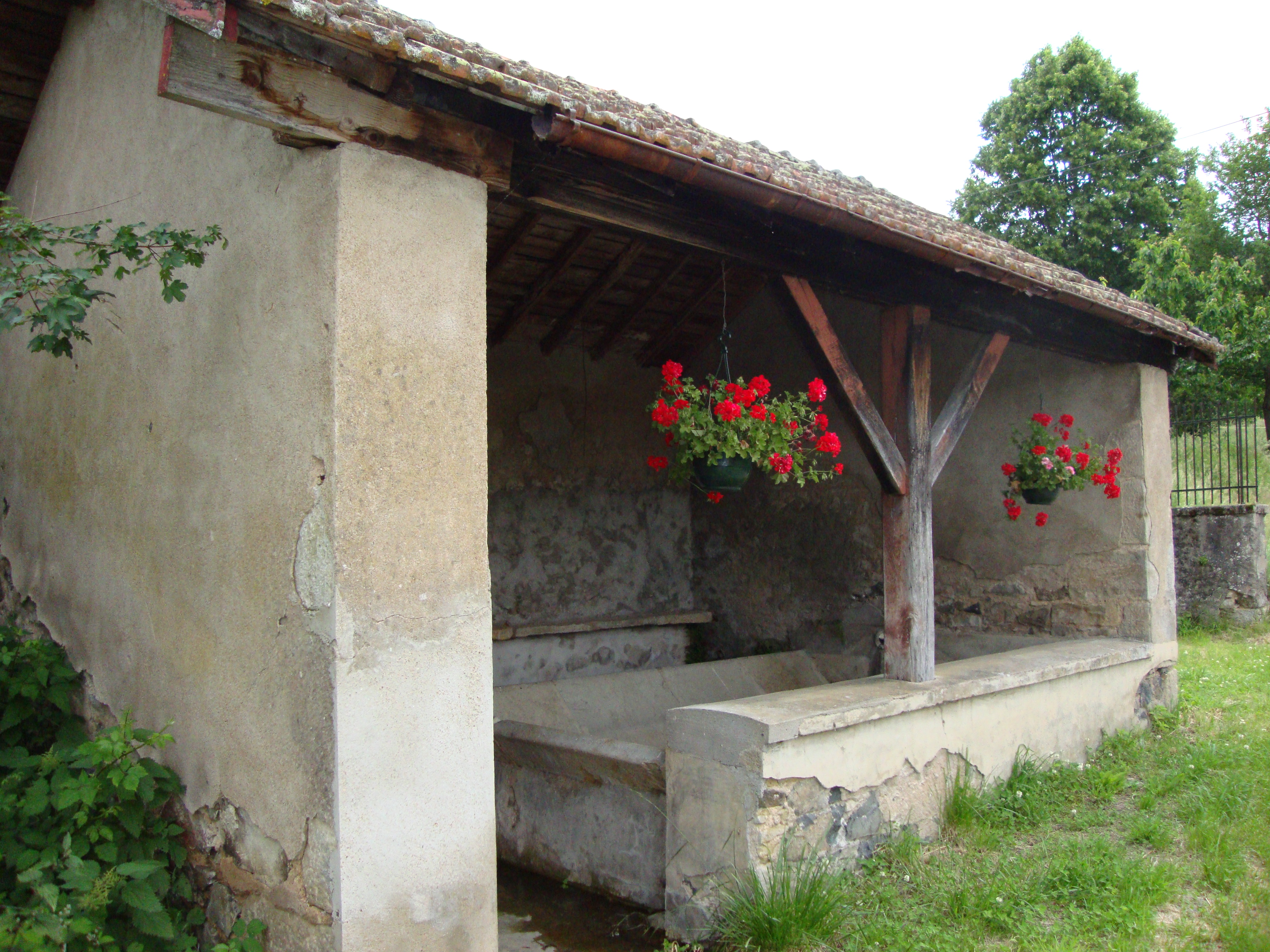
Lavoir des Cours.

Aux alentours
- Le Lab 71 à Dompierre-les-Ormes ;
- L'arboretum de Pézanin à Dompierre-les-Ormes.